# I Can Lose My Heart Tonight
I Can Lose My Heart Tonight ist ein Synthpop-Song von C. C. Catch, der von Dieter Bohlen geschrieben und produziert wurde. Er wurde am 29. Juli 1985 bei Hansa Records als ihre erste Single veröffentlicht und stellte gleich den Durchbruch für die neu etablierte Interpretin dar.

## Entstehung und Veröffentlichung
Bohlen bezeichnete in seinem Buch Nichts als die Wahrheit aus dem Jahr 2002 C. C. Catch despektierlich als „Abfallverwertung“ für Modern Talking. So zählt auch dieser Song zu den vielen, die er für Modern Talking schrieb, aber nicht als gut genug für das Duo empfand. Die Protagonistin des Songs wünscht sich, jemanden kennenzulernen, und macht der geliebten Person Versprechungen.
Die Single erschien am 29. Juli 1985 bei Hansa Records. Die Version ist 3:50 lang. Auch eine 5:53 Minuten lange 12"-Maxi erschien. Zudem war der Titel auf zahlreichen Kompilationen vertreten.
Am 30. November 1985 trat C. C. Catch mit dem Song bei Peters Pop Show vor einem Millionenpublikum in der Dortmunder Westfalenhalle auf. Ebenfalls bot sie das Stück etwa in der ARD-Sendung Formel Eins und im spanischen Fernsehen dar.

## Rezeption
Am 16. September stieg I Can Lose My Heart Tonight in die deutschen Singlecharts ein, wo sich die Single 15 Wochen, bis zum 23. Dezember 1985 hielt und als Höchstposition Platz 13 erreichte. In der Schweiz erreichte das Lied Platz 19 und in Österreich Platz 24.
1999 wurde das Stück von C.C. Catch zusammen mit Krayzee als Featuring unter dem Titel I Can Lose My Heart Tonight ’99 neu aufgelegt. Diese Rapversion erreichte in Deutschland Platz 72 der Singlecharts und in Spanien mit Platz zwölf ihre höchste Chartnotierung.

## Coverversionen
Bereits im Juli 1985 erschien gemeinsam mit dem Original die Coverversion von Mary Roos, Keine Träne tut mir leid (für eine Hand voll Zärtlichkeit), ebenfalls von Dieter Bohlen produziert. Roos hatte zuvor bereits die deutsche Version von You’re My Heart, You’re My Soul,  Ich bin stark, nur mit dir, gesungen. Sie trat, wie mit letzterem Song auch, mit Keine Träne tut mir leid in mehreren Fernsehshows auf, unter anderem am 18. September 1985 in der ZDF-Hitparade, wo sie allerdings nicht Platz eins erreichen konnte, der zu dieser Zeit für einen weiteren Auftritt erforderlich war. Außerdem sang sie das Stück etwa in der Tele-illustrierten im ZDF am 11. September 1985. Auch später bot sie es mehrfach im Fernsehen dar, etwa in Medleys. Das Lied ist auch auf dem Sampler zur ZDF-Sendung 50 Jahre ZDF Hitparade – das Original zur TV-Show vertreten. 2010 erschien eine Version mit dem Titel I Can Lose My Heart Tonight 2010 von Juan Martinez feat. C.C. Catch.